# Élections départementales de 2015 à Mayotte
Les élections départementales ont lieu les 22 et 29 mars 2015.

## Contexte départemental

### Assemblée départementale sortante
Avant les élections, le conseil général de Mayotte est présidé par Daniel Zaïdani (DVG). Il comprend 19 conseillers généraux issus des 19 cantons de Mayotte. Après le redécoupage cantonal de 2014, ce sont 26 conseillers qui seront élus au sein des 13 nouveaux cantons de Mayotte.
| Parti                                | Sigle | Sigle | Élus |
| ------------------------------------ | ----- | ----- | ---- |
| Majorité (10 sièges)                 |       |       |      |
| Divers gauche                        |       | DVG   | 5    |
| Parti socialiste                     |       | PS    | 3    |
| Nouvel élan pour Mayotte             |       | NEMA  | 2    |
| Opposition (9 sièges)                |       |       |      |
| Union pour un mouvement populaire    |       | UMP   | 5    |
| Union des démocrates et indépendants |       | UDI   | 4    |
| Président du conseil général         |       |       |      |
| Daniel Zaïdani (DVG)                 |       |       |      |

### Assemblée départementale élue
| Parti                                | Sigle | Sigle | Élus |
| ------------------------------------ | ----- | ----- | ---- |
| Majorité (22 sièges)                 |       |       |      |
| Union pour un mouvement populaire    |       | UMP   | 10   |
| Union des démocrates et indépendants |       | UDI   | 4    |
| Divers droite                        |       | DVD   | 8    |
| Opposition (4 sièges)                |       |       |      |
| Divers gauche                        |       | DVG   | 4    |
| Président du conseil départemental   |       |       |      |
| Soibahadine Ibrahim Ramadani (UMP)   |       |       |      |

## Résultats à l'échelle du département

### Résultats par nuances du ministère de l'Intérieur
Les nuances utilisées par le ministère de l'Intérieur ne tiennent pas compte des alliances locales.
| Binômes     | Binômes     | Premier tour | Premier tour | Second tour | Second tour | Sièges |
| Binômes     | Binômes     | Voix         | %            | Voix        | %           | Sièges |
| ----------- | ----------- | ------------ | ------------ | ----------- | ----------- | ------ |
|             | UMP         | 11 525       | 24,82        | 15 055      | 30,51       | 10     |
|             | DVD         | 10 255       | 22,09        | 8 277       | 16,77       | 8      |
|             | UDI         | 4 145        | 8,93         | 6 300       | 12,77       | 4      |
|             | MoDem       | 1 058        | 2,28         |             |             |        |
| Droite      | Droite      | 26 983       | 58,12        | 29 632      | 60,05       | 22     |
|             |             |              |              |             |             |        |
|             | DVG         | 11 613       | 25,01        | 10 515      | 21,31       | 4      |
|             | PS          | 1 855        | 4,00         | 3 078       | 6,24        | 0      |
| Gauche      | Gauche      | 13 468       | 29,01        | 13 593      | 27,55       | 4      |
|             |             |              |              |             |             |        |
|             | Divers      | 5 777        | 12,44        | 6 125       | 12,41       | 0      |
|             |             |              |              |             |             |        |
|             | FN          | 199          | 0,43         |             |             |        |
|             |             |              |              |             |             |        |
| Inscrits    | Inscrits    | 77 034       | 100,00       | 77 043      | 100,00      |        |
| Abstentions | Abstentions | 28 777       | 37,36        | 25 954      | 33,69       |        |
| Votants     | Votants     | 48 257       | 62,64        | 51 089      | 66,31       |        |
| Blancs      | Blancs      | 589          | 1,22         | 547         | 1,07        |        |
| Nuls        | Nuls        | 1 241        | 2,57         | 1 192       | 2,33        |        |
| Exprimés    | Exprimés    | 46 427       | 96,21        | 49 350      | 96,60       |        |

### Résultats par canton
| Canton        | Conseiller sortant       | Parti                                     | Parti | Conseiller élu               | Parti           | Parti           |
| ------------- | ------------------------ | ----------------------------------------- | ----- | ---------------------------- | --------------- | --------------- |
| Acoua         | Soiderdine Madi          |                                           | UMP   | Canton supprimé              | Canton supprimé | Canton supprimé |
| Bandraboua    | Issihaka Abdillah        |                                           | PS    | Halima Mdallah Bamoudou      |                 | DVD             |
| Bandraboua    | Issihaka Abdillah        | Issoufi Hadj Mhoko                        | PS    |                              | DVD             |                 |
| Bandrélé      | Camille Abdullahi        |                                           | UMP   | Canton supprimé              | Canton supprimé | Canton supprimé |
| Bouéni        | Ousséni Mirhane          |                                           | UDI   | Ahmed Attoumani Douchina     |                 | UDI             |
| Bouéni        | Ousséni Mirhane          | Afidati Mkadara                           | UDI   |                              | UDI             |                 |
| Chiconi       | Saïd Salime*             |                                           | DVG   | Canton supprimé              | Canton supprimé | Canton supprimé |
| Chirongui     | Ali Moussa*              |                                           | DVG   | Canton supprimé              | Canton supprimé | Canton supprimé |
| Dembeni       | Sarah Mouhoussoune*      |                                           | NEMA  | Issa Issa Abdou              |                 | DVD             |
| Dembeni       | Sarah Mouhoussoune*      | Bichara Bouhari Payet                     | NEMA  |                              | DVD             |                 |
| Dzaoudzi      | Saïd Omar Oili           |                                           | NEMA  | Issa Soulaïmana Mhidi        |                 | DVG             |
| Dzaoudzi      | Saïd Omar Oili           | Fatima Souffou                            | NEMA  |                              | DVG             |                 |
| Kani-Kéli     | Ahmed Attoumani Douchina |                                           | UDI   | Canton supprimé              | Canton supprimé | Canton supprimé |
| Koungou       | Saïd Ahamadi             |                                           | UDI   | Bourouhane Allaoui           |                 | UMP             |
| Koungou       | Saïd Ahamadi             | Raïssa Andhum                             | UDI   |                              | UMP             |                 |
| Mamoudzou-1   | Jacques Martial Henry*   |                                           | UMP   | Armamie Abdoul Wassion       |                 | UMP             |
| Mamoudzou-1   | Jacques Martial Henry*   | Mohamed Sidi                              | UMP   |                              | UMP             |                 |
| Mamoudzou-2   | Zaïdou Tavanday          |                                           | UMP   | Zaihati Madi-Mari            |                 | DVG             |
| Mamoudzou-2   | Zaïdou Tavanday          | Ben Youssouf Chihabouddine                | UMP   |                              | DVG             |                 |
| Mamoudzou-3   | Assani Ali               |                                           | DVD   | Ali Debré Combo              |                 | UMP             |
| Mamoudzou-3   | Assani Ali               | Mariame Said                              | DVD   |                              | UMP             |                 |
| Mtsamboro     | Ali Bacar                |                                           | UDI   | Toyfriya Anassi              |                 | UDI             |
| Mtsamboro     | Ali Bacar                | Aynoudine Salime                          | UDI   |                              | UDI             |                 |
| M'Tsangamouji | Ben Issa Ousseni         |                                           | UMP   | Canton supprimé              | Canton supprimé | Canton supprimé |
| Ouangani      | Abdou Rastami            |                                           | DVG   | Soibahadine Ibrahim Ramadani |                 | UMP             |
| Ouangani      | Abdou Rastami            | Moinécha Soumaïla                         | DVG   |                              | UMP             |                 |
| Pamandzi      | Daniel Zaïdani           |                                           | DVG   | Soihirat El Hadad            |                 | DVD             |
| Pamandzi      | Daniel Zaïdani           | Daniel Zaïdani                            | DVG   |                              | DVD             |                 |
| Sada          | Nomani Ousséni           |                                           | PS    | Insya Daoudou                |                 | DVD             |
| Sada          | Nomani Ousséni           | Nomani Ousséni                            | PS    |                              | DVD             |                 |
| Tsingoni      | Issoufi Hamada           |                                           | PS    | Ben Issa Ousseni             |                 | UMP             |
| Tsingoni      | Issoufi Hamada           | Fatimatie Bintie Darouchi Razafinatoandro | PS    |                              | UMP             |                 |

* Conseillers généraux sortants ne se représentant pas 

## Résultats par canton

### Canton de Bandraboua
| Candidats   | Candidats                    | Partis      | Partis      | Premier tour | Premier tour | Second tour | Second tour |
| Candidats   | Candidats                    | Partis      | Partis      | Voix         | %            | Voix        | %           |
| ----------- | ---------------------------- | ----------- | ----------- | ------------ | ------------ | ----------- | ----------- |
| 1           | Mariatti Binti El-Anzize     |             | PS          | 677          | 30,33        | 991         | 34,33       |
| 1           | Rahania Madi                 |             | PS          | 677          | 30,33        | 991         | 34,33       |
| 2           | Echati Moussa Mroivili       |             | UMP         | 580          | 25,99        | 586         | 20,3        |
| 2           | Alain M'Hamadi-Abdou Sarment |             | UDI         | 580          | 25,99        | 586         | 20,3        |
| 3           | Halima Mdallah Bamoudou      |             | DVD         | 975          | 43,68        | 1 310       | 45,38       |
| 3           | Issoufi Hadj Mhoko           |             | DVD         | 975          | 43,68        | 1 310       | 45,38       |
|             |                              |             |             |              |              |             |             |
| Inscrits    | Inscrits                     | Inscrits    | Inscrits    | 4 249        | 100,00       | 4 140       | 100,00      |
| Abstentions | Abstentions                  | Abstentions | Abstentions | 1 941        | 45,68        | 1 190       | 28,74       |
| Votants     | Votants                      | Votants     | Votants     | 2 308        | 54,32        | 2 950       | 71,26       |
| Blancs      | Blancs                       | Blancs      | Blancs      | 22           | 0,95         | 16          | 0,54        |
| Nuls        | Nuls                         | Nuls        | Nuls        | 54           | 2,34         | 47          | 1,59        |
| Exprimés    | Exprimés                     | Exprimés    | Exprimés    | 2 232        | 96,71        | 2 887       | 97,86       |

### Canton de Bouéni
| Candidats            | Candidats                 | Partis      | Partis      | Premier tour | Premier tour | Second tour | Second tour |
| Candidats            | Candidats                 | Partis      | Partis      | Voix         | %            | Voix        | %           |
| -------------------- | ------------------------- | ----------- | ----------- | ------------ | ------------ | ----------- | ----------- |
| 1                    | Ynaya Assinani            |             | SE          | 311          | 5,76         |             |             |
| 1                    | Thanlabi Souffou          |             | SE          | 311          | 5,76         |             |             |
| 2                    | Echati Maanrifa           |             | UMP         | 654          | 12,12        |             |             |
| 2                    | Ali Rastami               |             | DVD         | 654          | 12,12        |             |             |
| 3                    | Dzoudzou Abaine           |             | PS          | 382          | 7,08         |             |             |
| 3                    | Zayihati Attoumani        |             | PS          | 382          | 7,08         |             |             |
| 4                    | Bibi-Fatima Boina         |             | DVD         | 852          | 15,78        |             |             |
| 4                    | Zaïnadini Daroussi        |             | DVD         | 852          | 15,78        |             |             |
| 5                    | Salime Ali Mdere          |             | SE          | 940          | 17,41        |             |             |
| 5                    | Assidjadi Mohamed         |             | SE          | 940          | 17,41        |             |             |
| 6                    | Samawia Ahmed             |             | DVG         | 1 122        | 20,79        | 2 502       | 44,06       |
| 6                    | Ousséni Mirhane*          |             | DVG         | 1 122        | 20,79        | 2 502       | 44,06       |
| 7                    | Ahmed Attoumani Douchina* |             | UDI         | 1 137        | 21,06        | 3 176       | 55,94       |
| 7                    | Afidati Mkadara           |             | UDI         | 1 137        | 21,06        | 3 176       | 55,94       |
|                      |                           |             |             |              |              |             |             |
| Inscrits             | Inscrits                  | Inscrits    | Inscrits    | 8 594        | 100,00       | 8 597       | 100,00      |
| Abstentions          | Abstentions               | Abstentions | Abstentions | 2 960        | 34,44        | 2 662       | 30,96       |
| Votants              | Votants                   | Votants     | Votants     | 5 634        | 65,56        | 5 935       | 69,04       |
| Blancs               | Blancs                    | Blancs      | Blancs      | 64           | 1,14         | 80          | 1,35        |
| Nuls                 | Nuls                      | Nuls        | Nuls        | 172          | 3,05         | 177         | 2,98        |
| Exprimés             | Exprimés                  | Exprimés    | Exprimés    | 5 398        | 95,81        | 5 678       | 95,67       |
| * conseiller sortant |                           |             |             |              |              |             |             |

### Canton de Dembéni
| Candidats            | Candidats             | Partis      | Partis      | Premier tour | Premier tour | Second tour | Second tour |
| Candidats            | Candidats             | Partis      | Partis      | Voix         | %            | Voix        | %           |
| -------------------- | --------------------- | ----------- | ----------- | ------------ | ------------ | ----------- | ----------- |
| 1                    | Saandati Abdou Hadji  |             | DVD         | 519          | 14,40        |             |             |
| 1                    | Camille Abdullahi*    |             | DVD         | 519          | 14,40        |             |             |
| 2                    | Sophie Madi Rama      |             | SE          | 944          | 26,20        | 1 759       | 46,66       |
| 2                    | Madi Moussa Velou     |             | SE          | 944          | 26,20        | 1 759       | 46,66       |
| 3                    | Issa Issa Abdou       |             | DVD         | 1 412        | 39,19        | 2 011       | 53,34       |
| 3                    | Bichara Bouhari Payet |             | DVD         | 1 412        | 39,19        | 2 011       | 53,34       |
| 4                    | Rahadati Abdullah     |             | DVD         | 126          | 3,50         |             |             |
| 4                    | Yssouf Boinayou       |             | DVD         | 126          | 3,50         |             |             |
| 5                    | Irène Corine Avice    |             | UMP         | 602          | 16,71        |             |             |
| 5                    | Toiliha Colo Darcaoui |             | UMP         | 602          | 16,71        |             |             |
|                      |                       |             |             |              |              |             |             |
| Inscrits             | Inscrits              | Inscrits    | Inscrits    | 5 881        | 100,00       | 5 889       | 100,00      |
| Abstentions          | Abstentions           | Abstentions | Abstentions | 2 164        | 36,8         | 1 991       | 33,81       |
| Votants              | Votants               | Votants     | Votants     | 3 717        | 63,2         | 3 898       | 66,19       |
| Blancs               | Blancs                | Blancs      | Blancs      | 25           | 0,67         | 38          | 0,97        |
| Nuls                 | Nuls                  | Nuls        | Nuls        | 89           | 2,39         | 90          | 2,31        |
| Exprimés             | Exprimés              | Exprimés    | Exprimés    | 3 603        | 96,93        | 3 770       | 96,72       |
| * conseiller sortant |                       |             |             |              |              |             |             |

### Canton de Dzaoudzi
| Candidats   | Candidats             | Partis      | Partis      | Premier tour | Premier tour | Second tour | Second tour |
| Candidats   | Candidats             | Partis      | Partis      | Voix         | %            | Voix        | %           |
| ----------- | --------------------- | ----------- | ----------- | ------------ | ------------ | ----------- | ----------- |
| 1           | Ousseni Index         |             | DVG         | 813          | 28,29        | 1 304       | 43,11       |
| 1           | Claris Ramiandrason   |             | DVG         | 813          | 28,29        | 1 304       | 43,11       |
| 2           | Fatima Souffou        |             | DVG         | 1 414        | 49,2         | 1 721       | 56,89       |
| 2           | Issa Soulaimana Mhidi |             | DVG         | 1 414        | 49,2         | 1 721       | 56,89       |
| 3           | Soyarta Mohamed       |             | DVG         | 647          | 22,51        |             |             |
| 3           | Ibrahim Salim         |             | DVG         | 647          | 22,51        |             |             |
|             |                       |             |             |              |              |             |             |
| Inscrits    | Inscrits              | Inscrits    | Inscrits    | 4 881        | 100,00       | 4 894       | 100,00      |
| Abstentions | Abstentions           | Abstentions | Abstentions | 1 907        | 39,07        | 1 803       | 36,84       |
| Votants     | Votants               | Votants     | Votants     | 2 974        | 60,93        | 3 091       | 63,16       |
| Blancs      | Blancs                | Blancs      | Blancs      | 28           | 0,94         | 25          | 0,81        |
| Nuls        | Nuls                  | Nuls        | Nuls        | 72           | 2,42         | 41          | 1,33        |
| Exprimés    | Exprimés              | Exprimés    | Exprimés    | 2 874        | 96,64        | 3 025       | 97,86       |

### Canton de Koungou
| Candidats            | Candidats                   | Partis      | Partis      | Premier tour | Premier tour | Second tour | Second tour |
| Candidats            | Candidats                   | Partis      | Partis      | Voix         | %            | Voix        | %           |
| -------------------- | --------------------------- | ----------- | ----------- | ------------ | ------------ | ----------- | ----------- |
| 1                    | Saïd Ahamadi*               |             | DVG         | 471          | 27,30        | 640         | 34,45       |
| 1                    | Zenabou Ali                 |             | DVG         | 471          | 27,30        | 640         | 34,45       |
| 2                    | Saïd Ahamadi Salim Bastiha  |             | SE          | 87           | 5,04         |             |             |
| 2                    | Lamianti Bacar              |             | SE          | 87           | 5,04         |             |             |
| 3                    | Bourouhane Allaoui          |             | UMP         | 703          | 40,75        | 1 218       | 65,55       |
| 3                    | Raïssa Andhum               |             | UMP         | 703          | 40,75        | 1 218       | 65,55       |
| 4                    | Nafissa Gérardine Bourahime |             | DVD         | 246          | 14,26        |             |             |
| 4                    | Amidou Dzanga Hamidou Salim |             | DVD         | 246          | 14,26        |             |             |
| 5                    | Marie-Zalie Abdou M'hadji   |             | SE          | 218          | 12,64        |             |             |
| 5                    | Habibi Nassuf               |             | SE          | 218          | 12,64        |             |             |
|                      |                             |             |             |              |              |             |             |
| Inscrits             | Inscrits                    | Inscrits    | Inscrits    | 3 520        | 100,00       | 3 525       | 100,00      |
| Abstentions          | Abstentions                 | Abstentions | Abstentions | 1 719        | 48,84        | 1 600       | 45,39       |
| Votants              | Votants                     | Votants     | Votants     | 1 801        | 51,16        | 1 925       | 54,61       |
| Blancs               | Blancs                      | Blancs      | Blancs      | 20           | 1,11         | 29          | 1,51        |
| Nuls                 | Nuls                        | Nuls        | Nuls        | 56           | 3,11         | 38          | 1,97        |
| Exprimés             | Exprimés                    | Exprimés    | Exprimés    | 1 725        | 95,78        | 1 858       | 96,52       |
| * conseiller sortant |                             |             |             |              |              |             |             |

### Canton de Mamoudzou-1
| Candidats   | Candidats                        | Partis      | Partis      | Premier tour | Premier tour | Second tour | Second tour |
| Candidats   | Candidats                        | Partis      | Partis      | Voix         | %            | Voix        | %           |
| ----------- | -------------------------------- | ----------- | ----------- | ------------ | ------------ | ----------- | ----------- |
| 1           | Bacar Anlimoudine                |             | DVG         | 433          | 19,77        |             |             |
| 1           | Mariam Said                      |             | DVG         | 433          | 19,77        |             |             |
| 2           | Armamie Abdoul Wassion           |             | UMP         | 629          | 28,72        | 1 193       | 52,72       |
| 2           | Mohamed Sidi                     |             | UMP         | 629          | 28,72        | 1 193       | 52,72       |
| 3           | Said Kathan Idaroussi            |             | SE          | 414          | 18,90        |             |             |
| 3           | Rahamatou Said                   |             | SE          | 414          | 18,90        |             |             |
| 4           | El-Anrif Hassani                 |             | SE          | 503          | 22,97        | 1 070       | 47,28       |
| 4           | Amina Sarman                     |             | SE          | 503          | 22,97        | 1 070       | 47,28       |
| 5           | Haïrati Haïrati Daroussi Marafou |             | UDI         | 211          | 9,63         |             |             |
| 5           | Enly Mahamoudou Mze              |             | UDI         | 211          | 9,63         |             |             |
|             |                                  |             |             |              |              |             |             |
| Inscrits    | Inscrits                         | Inscrits    | Inscrits    | 3 840        | 100,00       | 3 846       | 100,00      |
| Abstentions | Abstentions                      | Abstentions | Abstentions | 1 555        | 40,49        | 1 511       | 39,29       |
| Votants     | Votants                          | Votants     | Votants     | 2 285        | 59,51        | 2 335       | 60,71       |
| Blancs      | Blancs                           | Blancs      | Blancs      | 35           | 1,53         | 22          | 0,94        |
| Nuls        | Nuls                             | Nuls        | Nuls        | 60           | 2,63         | 50          | 2,14        |
| Exprimés    | Exprimés                         | Exprimés    | Exprimés    | 2 190        | 95,84        | 2 263       | 96,92       |

### Canton de Mamoudzou-2
| Candidats            | Candidats                  | Partis      | Partis      | Premier tour | Premier tour | Second tour | Second tour |
| Candidats            | Candidats                  | Partis      | Partis      | Voix         | %            | Voix        | %           |
| -------------------- | -------------------------- | ----------- | ----------- | ------------ | ------------ | ----------- | ----------- |
| 1                    | Ben Youssouf Chihabouddine |             | DVG         | 1 300        | 48,56        | 1 487       | 53,82       |
| 1                    | Zaihati Madi-Mari          |             | DVG         | 1 300        | 48,56        | 1 487       | 53,82       |
| 2                    | Nouriati Boura Abdallah    |             | UMP         | 708          | 26,45        | 692         | 25,05       |
| 2                    | Zaïdou Tavanday*           |             | UMP         | 708          | 26,45        | 692         | 25,05       |
| 3                    | Amine Maoudjoudi           |             | DVD         | 669          | 24,99        | 584         | 21,14       |
| 3                    | Anliati Mvoulana           |             | DVD         | 669          | 24,99        | 584         | 21,14       |
|                      |                            |             |             |              |              |             |             |
| Inscrits             | Inscrits                   | Inscrits    | Inscrits    | 4 474        | 100,00       | 4 481       | 100,00      |
| Abstentions          | Abstentions                | Abstentions | Abstentions | 1 723        | 38,51        | 1 666       | 37,18       |
| Votants              | Votants                    | Votants     | Votants     | 2 751        | 61,49        | 2 815       | 62,82       |
| Blancs               | Blancs                     | Blancs      | Blancs      | 27           | 0,98         | 19          | 0,67        |
| Nuls                 | Nuls                       | Nuls        | Nuls        | 47           | 1,71         | 33          | 1,17        |
| Exprimés             | Exprimés                   | Exprimés    | Exprimés    | 2 677        | 97,31        | 2 763       | 98,15       |
| * conseiller sortant |                            |             |             |              |              |             |             |

### Canton de Mamoudzou-3
| Candidats            | Candidats             | Partis      | Partis      | Premier tour | Premier tour | Second tour | Second tour |
| Candidats            | Candidats             | Partis      | Partis      | Voix         | %            | Voix        | %           |
| -------------------- | --------------------- | ----------- | ----------- | ------------ | ------------ | ----------- | ----------- |
| 1                    | Saoudat Abdou         |             | SE          | 505          | 23,74        | 1 023       | 49,06       |
| 1                    | El-Had Mascati        |             | SE          | 505          | 23,74        | 1 023       | 49,06       |
| 2                    | Lougou Johnny Mohamed |             | DVG         | 367          | 17,25        |             |             |
| 2                    | Dhoirfia Saindou      |             | DVG         | 367          | 17,25        |             |             |
| 3                    | Carim Ali Abdou       |             | DVD         | 234          | 11,00        |             |             |
| 3                    | Asnati Halidi         |             | DVD         | 234          | 11,00        |             |             |
| 4                    | Parfait Daka          |             | DVG         | 326          | 15,33        |             |             |
| 4                    | Nadia Houmadi         |             | DVG         | 326          | 15,33        |             |             |
| 5                    | Assani Ali*           |             | SE          | 116          | 5,45         |             |             |
| 5                    | Youmna Mohamed Abdou  |             | SE          | 116          | 5,45         |             |             |
| 6                    | Nidhoimi Fila         |             | DVD         | 90           | 4,23         |             |             |
| 6                    | Soifiya Madi          |             | DVD         | 90           | 4,23         |             |             |
| 7                    | Stéphane Daka         |             | DVG         | 98           | 4,61         |             |             |
| 7                    | Kazouini Soilihe      |             | DVG         | 98           | 4,61         |             |             |
| 8                    | Ali Debré Combo       |             | UMP         | 391          | 18,38        | 1 062       | 50,94       |
| 8                    | Mariame Said          |             | UMP         | 391          | 18,38        | 1 062       | 50,94       |
|                      |                       |             |             |              |              |             |             |
| Inscrits             | Inscrits              | Inscrits    | Inscrits    | 4 067        | 100,00       | 4 083       | 100,00      |
| Abstentions          | Abstentions           | Abstentions | Abstentions | 1 863        | 45,81        | 1 893       | 46,36       |
| Votants              | Votants               | Votants     | Votants     | 2 204        | 54,19        | 2 190       | 53,64       |
| Blancs               | Blancs                | Blancs      | Blancs      | 26           | 1,18         | 33          | 1,51        |
| Nuls                 | Nuls                  | Nuls        | Nuls        | 51           | 2,31         | 72          | 3,29        |
| Exprimés             | Exprimés              | Exprimés    | Exprimés    | 2 127        | 96,51        | 2 085       | 95,21       |
| * conseiller sortant |                       |             |             |              |              |             |             |

### Canton de Mtsamboro
| Candidats            | Candidats                   | Partis      | Partis      | Premier tour | Premier tour | Second tour | Second tour |
| Candidats            | Candidats                   | Partis      | Partis      | Voix         | %            | Voix        | %           |
| -------------------- | --------------------------- | ----------- | ----------- | ------------ | ------------ | ----------- | ----------- |
| 1                    | Inzoudine El-Manrouf        |             | DVG         | 1 043        | 17,46        |             |             |
| 1                    | Maïda Moustoifa             |             | DVG         | 1 043        | 17,46        |             |             |
| 2                    | Naïlati Boura               |             | FN          | 199          | 3,33         |             |             |
| 2                    | Onzaïrou Mistoihi           |             | FN          | 199          | 3,33         |             |             |
| 3                    | Toyfriya Anassi             |             | UDI         | 1 546        | 25,88        | 3 124       | 51,42       |
| 3                    | Aynoudine Salime            |             | UDI         | 1 546        | 25,88        | 3 124       | 51,42       |
| 4                    | Chifain Abdou               |             | UMP         | 1 785        | 29,88        | 2 952       | 48,58       |
| 4                    | Zouhourya Binti Mouayad Ben |             | UMP         | 1 785        | 29,88        | 2 952       | 48,58       |
| 5                    | Soiderdine Madi-Tchama*     |             | DVD         | 519          | 8,69         |             |             |
| 5                    | Kalathoumi Mchangama        |             | DVD         | 519          | 8,69         |             |             |
| 6                    | Ali Alfred Bacar*           |             | UDI         | 342          | 5,73         |             |             |
| 6                    | Nema Said                   |             | UDI         | 342          | 5,73         |             |             |
| 7                    | Fatima Chaka                |             | DVG         | 539          | 9,02         |             |             |
| 7                    | Abdou Madani                |             | DVG         | 539          | 9,02         |             |             |
|                      |                             |             |             |              |              |             |             |
| Inscrits             | Inscrits                    | Inscrits    | Inscrits    | 9 435        | 100,00       | 9 463       | 100,00      |
| Abstentions          | Abstentions                 | Abstentions | Abstentions | 3 190        | 33,81        | 3 070       | 32,44       |
| Votants              | Votants                     | Votants     | Votants     | 6 245        | 66,19        | 6 393       | 67,56       |
| Blancs               | Blancs                      | Blancs      | Blancs      | 110          | 1,76         | 90          | 1,41        |
| Nuls                 | Nuls                        | Nuls        | Nuls        | 162          | 2,59         | 227         | 3,55        |
| Exprimés             | Exprimés                    | Exprimés    | Exprimés    | 5 973        | 95,64        | 6 076       | 95,04       |
| * conseiller sortant |                             |             |             |              |              |             |             |

### Canton d'Ouangani
| Candidats            | Candidats                    | Partis      | Partis      | Premier tour | Premier tour | Second tour | Second tour |
| Candidats            | Candidats                    | Partis      | Partis      | Voix         | %            | Voix        | %           |
| -------------------- | ---------------------------- | ----------- | ----------- | ------------ | ------------ | ----------- | ----------- |
| 1                    | Fourahati Abdou              |             | DVD         | 211          | 4,62         |             |             |
| 1                    | Mikidache Daniel             |             | DVD         | 211          | 4,62         |             |             |
| 2                    | Allaoui Bacar                |             | SE          | 1 149        | 25,14        | 2 273       | 45,94       |
| 2                    | Binti Madi Assani            |             | SE          | 1 149        | 25,14        | 2 273       | 45,94       |
| 3                    | Zarianti Abdallah            |             | MoDem       | 1 058        | 23,15        |             |             |
| 3                    | Abdou Rastami*               |             | MoDem       | 1 058        | 23,15        |             |             |
| 4                    | Soibahadine Ibrahim Ramadani |             | UMP         | 2 153        | 47,1         | 2 675       | 54,06       |
| 4                    | Moinécha Soumaila            |             | UMP         | 2 153        | 47,1         | 2 675       | 54,06       |
|                      |                              |             |             |              |              |             |             |
| Inscrits             | Inscrits                     | Inscrits    | Inscrits    | 7 360        | 100,00       | 7 375       | 100,00      |
| Abstentions          | Abstentions                  | Abstentions | Abstentions | 2 527        | 34,33        | 2 223       | 30,14       |
| Votants              | Votants                      | Votants     | Votants     | 4 833        | 65,67        | 5 152       | 69,86       |
| Blancs               | Blancs                       | Blancs      | Blancs      | 59           | 1,22         | 63          | 1,22        |
| Nuls                 | Nuls                         | Nuls        | Nuls        | 203          | 4,2          | 141         | 2,74        |
| Exprimés             | Exprimés                     | Exprimés    | Exprimés    | 4 571        | 94,58        | 4 948       | 96,04       |
| * conseiller sortant |                              |             |             |              |              |             |             |

### Canton de Pamandzi
| Candidats   | Candidats           | Partis      | Partis      | Premier tour | Premier tour | Second tour | Second tour |
| Candidats   | Candidats           | Partis      | Partis      | Voix         | %            | Voix        | %           |
| ----------- | ------------------- | ----------- | ----------- | ------------ | ------------ | ----------- | ----------- |
| 1           | Dhoianffati Karani  |             | DVD         | 320          | 13,70        |             |             |
| 1           | Ousseni Maandhui    |             | DVD         | 320          | 13,70        |             |             |
| 2           | Soihirat El Hadad   |             | DVD         | 1 135        | 48,61        | 1 420       | 58,29       |
| 2           | Daniel Zaïdani      |             | DVD         | 1 135        | 48,61        | 1 420       | 58,29       |
| 3           | Mohamed Ali         |             | DVG         | 684          | 29,29        | 1 016       | 41,71       |
| 3           | Ramlati Ali         |             | DVG         | 684          | 29,29        | 1 016       | 41,71       |
| 4           | Ibrahim Amada Nawir |             | UMP         | 196          | 8,39         |             |             |
| 4           | Marie-Laure Vanier  |             | UMP         | 196          | 8,39         |             |             |
|             |                     |             |             |              |              |             |             |
| Inscrits    | Inscrits            | Inscrits    | Inscrits    | 3 793        | 100,00       | 3 795       | 100,00      |
| Abstentions | Abstentions         | Abstentions | Abstentions | 1 370        | 36,12        | 1 267       | 33,39       |
| Votants     | Votants             | Votants     | Votants     | 2 423        | 63,88        | 2 528       | 66,61       |
| Blancs      | Blancs              | Blancs      | Blancs      | 36           | 1,49         | 32          | 1,27        |
| Nuls        | Nuls                | Nuls        | Nuls        | 52           | 2,15         | 60          | 2,37        |
| Exprimés    | Exprimés            | Exprimés    | Exprimés    | 2 335        | 96,37        | 2 436       | 96,36       |

### Canton de Sada
| Candidats   | Candidats          | Partis      | Partis      | Premier tour | Premier tour | Second tour | Second tour |
| Candidats   | Candidats          | Partis      | Partis      | Voix         | %            | Voix        | %           |
| ----------- | ------------------ | ----------- | ----------- | ------------ | ------------ | ----------- | ----------- |
| 1           | Insya Daoudou      |             | DVD         | 1 713        | 28,94        | 2 366       | 36,5        |
| 1           | Nomani Ousseni     |             | DVD         | 1 713        | 28,94        | 2 366       | 36,5        |
| 2           | Ali Madi           |             | UMP         | 810          | 13,68        |             |             |
| 2           | Moina Echat Sabili |             | UMP         | 810          | 13,68        |             |             |
| 3           | Mohamed Bacar      |             | UMP         | 1 771        | 29,92        | 2 271       | 35,04       |
| 3           | Mariame Madi Boina |             | UMP         | 1 771        | 29,92        | 2 271       | 35,04       |
| 4           | Ali Djinouri       |             | DVG         | 1 626        | 27,47        | 1 845       | 28,46       |
| 4           | Aïda Houlame       |             | DVG         | 1 626        | 27,47        | 1 845       | 28,46       |
|             |                    |             |             |              |              |             |             |
| Inscrits    | Inscrits           | Inscrits    | Inscrits    | 9 604        | 100,00       | 9 613       | 100,00      |
| Abstentions | Abstentions        | Abstentions | Abstentions | 3 439        | 35,81        | 2 969       | 30,89       |
| Votants     | Votants            | Votants     | Votants     | 6 165        | 64,19        | 6 644       | 69,11       |
| Blancs      | Blancs             | Blancs      | Blancs      | 99           | 1,61         | 48          | 0,72        |
| Nuls        | Nuls               | Nuls        | Nuls        | 146          | 2,37         | 114         | 1,72        |
| Exprimés    | Exprimés           | Exprimés    | Exprimés    | 5 920        | 96,03        | 6 482       | 97,56       |

### Canton de Tsingoni
| Candidats            | Candidats                                 | Partis      | Partis      | Premier tour | Premier tour | Second tour | Second tour |
| Candidats            | Candidats                                 | Partis      | Partis      | Voix         | %            | Voix        | %           |
| -------------------- | ----------------------------------------- | ----------- | ----------- | ------------ | ------------ | ----------- | ----------- |
| 1                    | Assimini Madi-Mari                        |             | SE          | 208          | 4,33         |             |             |
| 1                    | Charif Said Adinani                       |             | SE          | 208          | 4,33         |             |             |
| 2                    | Issoufi Hamada*                           |             | PS          | 1 178        | 24,53        | 2 087       | 41,09       |
| 2                    | Roukia Mahamoudou                         |             | PS          | 1 178        | 24,53        | 2 087       | 41,09       |
| 3                    | Ibrahim Amedi Boinahery                   |             | UDI         | 909          | 18,93        |             |             |
| 3                    | Mdzadze Moilim Mroivili                   |             | UDI         | 909          | 18,93        |             |             |
| 4                    | Soilihi Ahamada Madi Rachidi              |             | DVG         | 730          | 15,20        |             |             |
| 4                    | Abouchirou Madi Soultoini                 |             | DVG         | 730          | 15,20        |             |             |
| 5                    | Ben Issa Ousseni*                         |             | UMP         | 1 777        | 37,01        | 2 992       | 58,91       |
| 5                    | Fatimatie Bintie Darouchi Razafinatoandro |             | UMP         | 1 777        | 37,01        | 2 992       | 58,91       |
|                      |                                           |             |             |              |              |             |             |
| Inscrits             | Inscrits                                  | Inscrits    | Inscrits    | 7 336        | 100,00       | 7 342       | 100,00      |
| Abstentions          | Abstentions                               | Abstentions | Abstentions | 2 419        | 32,97        | 2 109       | 28,73       |
| Votants              | Votants                                   | Votants     | Votants     | 4 917        | 67,03        | 5 233       | 71,27       |
| Blancs               | Blancs                                    | Blancs      | Blancs      | 38           | 0,77         | 52          | 0,99        |
| Nuls                 | Nuls                                      | Nuls        | Nuls        | 77           | 1,57         | 102         | 1,95        |
| Exprimés             | Exprimés                                  | Exprimés    | Exprimés    | 4 802        | 97,66        | 5 079       | 97,06       |
| * conseiller sortant |                                           |             |             |              |              |             |             |